# Darlingtonia
Darlingtonia é um 
género botânico composto por uma única planta pertencente à família Sarraceniaceae. Esta espécie é uma planta carnívora..
Ela captura insetos por meio de um buraco no qual eles entram e são envolvidos por uma espécie de alimento.